# Бертфрит
Бертфрит (др.-англ. Beorhtfrith; умер не ранее 711) — знатный англосакс и элдормен, живший в Нортумбрии на рубеже VII—VIII века и бывший одним из опекунов малолетнего короля Осреда I.

## Биография
Бертфрит известен из нескольких средневековых исторических источников: «Жития святого Вильфрида» Стефана Рипонского, «Церковной истории народа англов» Беды Достопочтенного, «Хроники» Этельварда, «Англосаксонской хроники», «Деяний английских понтификов» Вильяма Мальмсберийского и ирландских анналов («Анналов Ульстера», «Анналов Тигернаха» и «Хроники скоттов»).
Бертфрит принадлежал к знатному нортумбрийскому роду: его дедом считается «подчинённый король» (лат. subregulus) Беорнхет, а отцом — погибший в 698 году в сражении с пиктами элдормен Бертред. Хотя в средневековых источниках о предках Бертфрита не сообщается, вывод о его происхождении делается на основании ономастических данных, а также места и времени его деятельности. Предполагается, что Бертфрит мог иметь родственные связи как с королевской семьёй Нортумбрии, так и с правителями пиктов.
Скорее всего, Бертфрит унаследовал должности и владения Бертреда, став управлявшим от имени короля Элдфрита властителем большей части Северной Нортумбрии (возможно, территории позднейшего Лотиана), включавшей и крепость Бамбург. Вероятно, его основной задачей была защита северных областей королевства от вторжений пиктов.
Король Осред I был обязан Бертфриту получением престола своего отца Элдфрита. После смерти того в конце 704 или 705 года пользовавшийся поддержкой жителей Дейры Эдвульф I провозгласил себя королём Нортумбрии. Осреда же, тогда ещё восьмилетнего мальчика, вместе с его сторонниками Эдвульф осадил в крепости Бамбург. Однако, по утверждению Стефана Рипонского, сын Элдфрита «чудесным образом» избавился от врагов, когда поклялся восстановить Вильфрида Йоркского на утраченной им епископской кафедре. Вскоре на помощь к Осреду I пришло войско во главе с Бертфритом: разбитый в сражении Эдвульф бежал из Нортумбрии и больше никогда не претендовал на престол.
Исполняя данное Осредом I святому Вильфриду обещание, в 705 или 706 году Бертфрит организовал проведение синода духовенства Нортумбрии. На этом состоявшемся где-то вблизи реки Нидд под председательством архиепископа Кентерберийского Бертвальда собрании обсуждался вопрос о восстановлении Вильфрида Йоркского на кафедре. Участникам синода было зачитано послание папы римского Иоанна VI, в котором тот требовал от гонителей Вильфрида или возвратить тому епископский сан, или прибыть в Рим для объяснения своего упорства. В противном случае наместник Святого Престола угрожал отлучить от церкви всех врагов изгнанного архиепископа. Хотя многие из участников синода открыто возражали против восстановления Вильфрида в правах, убеждённые доводами Бертфрита и аббатисы Уитби Эльфледы, они согласились исполнить волю папы римского. В результате, хотя Вильфрид и не получил обратно епископскую кафедру в Йорке, ему были даны Хексемская епархия и монастырь в Рипоне со всеми их доходами.
В англосаксонских трудах о правлении короля Осреда I Бертфрит упоминается как элдормен (лат. ealdorman), герцог (лат. dux), префект (лат. praefectus) и властитель (лат. princeps). По утверждению Стефана Рипонского, Бертфрит был второй после короля (лат. secundus a rege princeps) по влиянию персоной в Нортумбрии, а по свидетельству Вильяма Мальмберийского, самым преданным и самым влиятельным из подданных короля Осреда I. В ряде современных же источников он, также как и его отец и дед, наделяется титулом «подчинённый король» (лат. subregulus). Предполагается, что положение Бертфрита при нортумбрийском дворе было схоже с положением майордомов при последних королях Франкского государства из династии Меровингов.
В написанном в 734 году «Письме Эгберту» Беда Достопочтенный привёл примеры упадка нравов в Нортумбрии при короле Элдфрите и его преемниках на престоле. В том числе, епископ писал о «королевских министрах и служителях», которые присвоили себе многие королевские поместья, из-за чего государственная казна лишилась значительной части доходов. Хотя Беда Достопочтенный не назвал никаких имён, предполагается, что занимавший столь высокие должности Бертфрит не мог не знать об этих злоупотреблениях, а, возможно, и сам участвовал в расхищении королевского имущества. В написанной Этельвульфом поэме «De abbatibus» упоминается, что при короле Осреде I многие знатные нортумбрийцы были казнены, другие изгнаны из страны или принуждены принять монашеский сан. Так как король был ещё молод, эти преследования не могли совершаться без ведома его ближайших советников. Возможно, что Бертфрит даже мог быть их инициатором.
В 711 году произошёл очередной нортумбрийско-пиктский военный конфликт. Во время этой компании в болотистой долине Манау Гододдин (в междуречье Эйвона и Каррона) возглавлявшееся Бертфритом войско англосаксов разгромило пиктов в сражении. В одной из рукописей «Анналов Тигернаха» это событие названо «резнёй пиктов». Здесь же сообщается, что среди погибших был и пиктский военачальник Фингуне, сын Делеройта. Однако каких-либо территорий в результате этой войны нортумбрийцам приобрести так и не удалось.
Поход на пиктов — последнее свидетельство о Бертфрите в средневековых источниках. Возможно, он или умер вскоре после этого события, или по каким-то причинам был лишён должности королём Осредом. Оставшись без опеки столь влиятельных наставников как Бертфрит и Вильфрид Йоркский, этот монарх предался различным порокам, вызвал тем ненависть своих приближённых и в конце концов в 716 году был убит. Предполагается, что некоторые из претендентов на нортумбрийский престол, получавшие поддержку в северных областях королевства, могли быть потомками Бертфрита.

## Комментарии
1. ↑  Известен также как Беорхтферт[1], Бертфрид[2], Беортфрит и Берктфрид.
2. ↑  Фингуне был сыном Делеройта, потомком короля Гартнарта IV и предком короля Альпина II[17][31][32].